# 沙龍 (喬治亞州)
沙龍（英語：Sharon）是一個位於美國喬治亞州托利弗縣的城市。

## 地理
沙龍的座標為33°33′31″N 82°47′38″W / 33.55861°N 82.79389°W，而該地的平均海拔高度為183米（即600英尺）。

## 人口
根據2010年美國人口普查的數據，沙龍的面積為2.00平方千米，當中陸地面積為2.00平方千米，而水域面積為0.00平方千米。當地共有人口140人，而人口密度為每平方千米70人。